# Мокчон (ван Корьо)
Мокчон (кор. 목종, 穆宗, Mokjong, Mokchong); ім'я при народженні Ван Сон (кор. 왕송, 王訟, Wang Song, Wang Song; 5 липня 980 — 2 березня 1009) — корейський правитель, сьомий володар Корьо.
Був племінником і спадкоємцем вана Сонджона. Зійшов на трон після смерті дядька 997 року.
Провів реформу землевпорядкування.
Був повалений у результаті змови під проводом генерала Кан Джо та засланий зі столиці. Трон після того зайняв Хьонджон, онук вана Тхеджо.

## Особисте життя
Мокчон був гомосексуалом, що призвело до відсутності у нього спадкоємців, а його гомосексуальність була використана як привід для його остаточного повалення.